# Platanthera chlorantha
La platantera verdastra (Platanthera chlorantha (Custer) Rchb., 1829) è una pianta erbacea perenne, dai delicati fiori verdastri, appartenente alla famiglia delle Orchidacee.

## Etimologia
Il nome generico (Platanthera) deriva dal greco e fa riferimento alla forma delle antere del fiore (“fiore ad antere larghe e piatte”). L'epiteto specifico (chlorantha) si riferisce al colore verdastro dei fiori (deriva sempre dal greco: chloros = verde e anthos = fiore)
Il binomio scientifico di questa pianta inizialmente era Orchis chlorantha, proposta dal naturalista svizzero Jakob Laurenz Custer (1755-1828) in una pubblicazione del 1827, modificato successivamente in quello attualmente accettato (Platanthera chlorantha), proposto dal botanico e ornitologo tedesco Heinrich Gottlieb Ludwig Reichenbach (1793 – 1879) nel 1829.
In lingua tedesca questa pianta si chiama Grünliche Waldhyazinthe oppure Berg-Breikölbchen; in francese si chiama Platanthère à fleurs verdâtres; in lingua inglese si chiama Greater Butterfly-orchid

## Descrizione

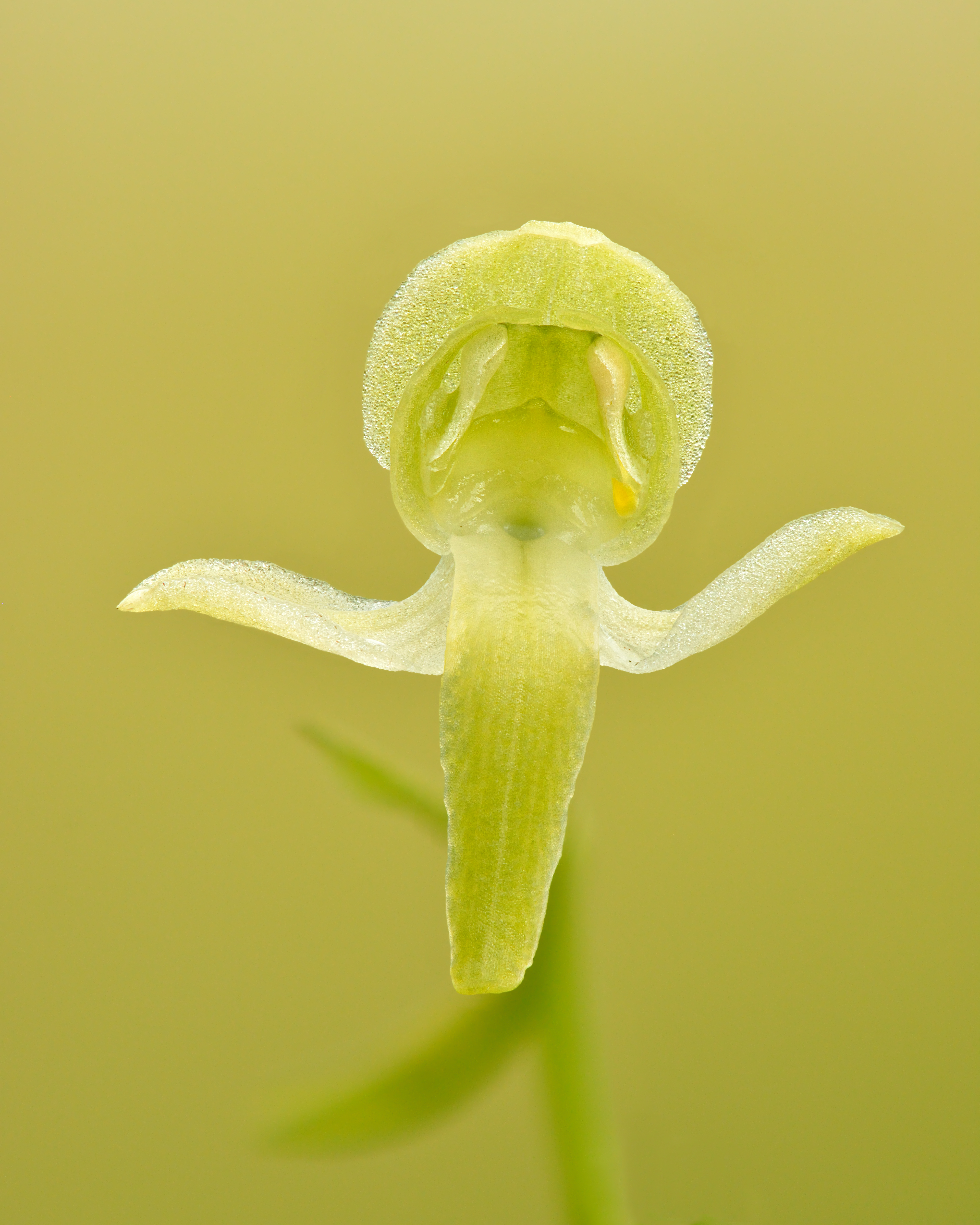
Il fiore

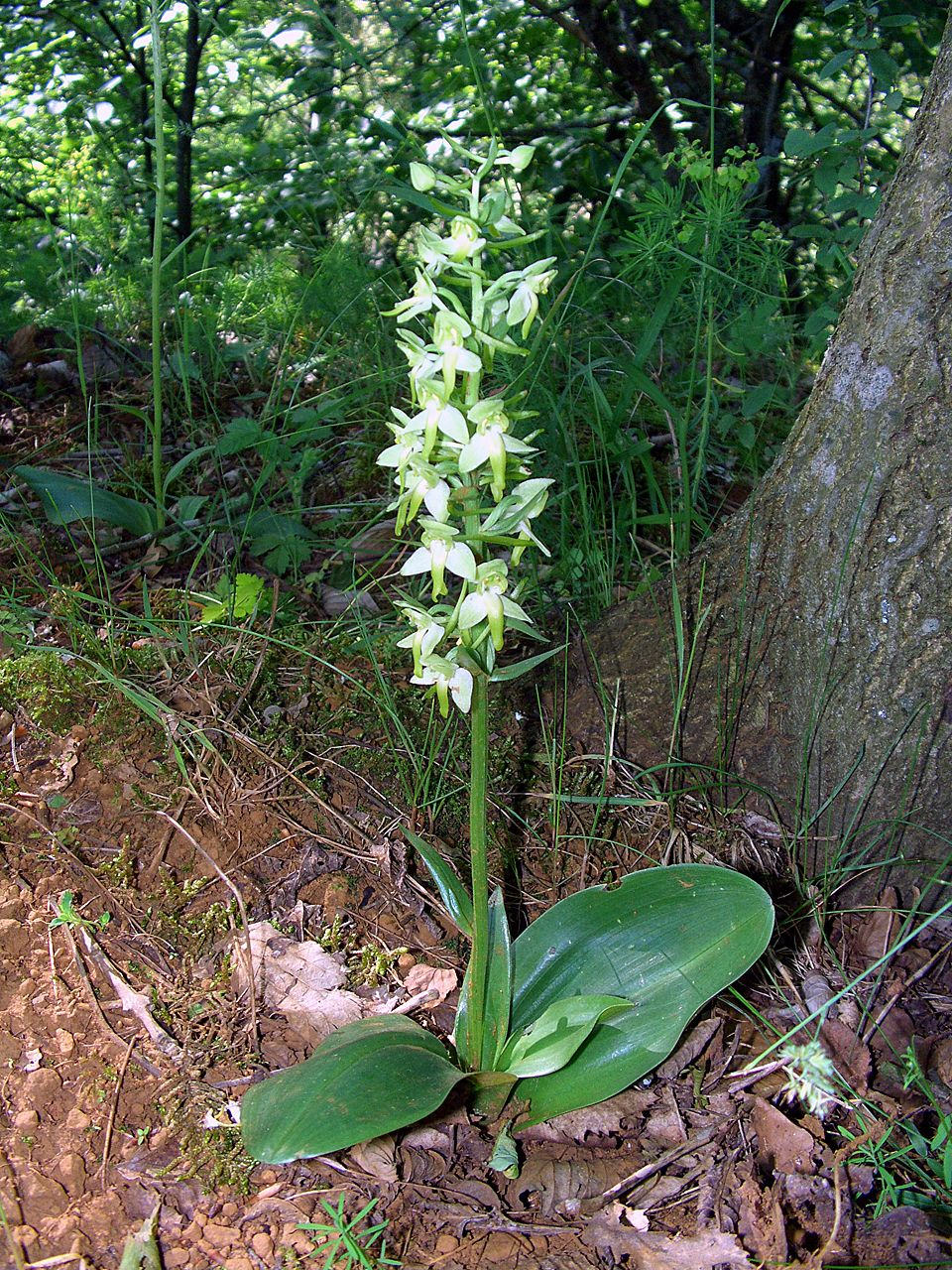
Il portamento

Questa pianta è glabra con un'altezza variante tra i 15 ai 70 cm. La forma biologica è geofita bulbosa (G bulb), ossia sono piante perenni erbacee che portano le gemme in posizione sotterranea. Durante la stagione avversa non presentano organi aerei e le gemme si trovano in organi sotterranei chiamati bulbi, organi di riserva che annualmente producono nuovi fusti, foglie e fiori. Sono orchidee terrestre in quanto contrariamente ad altre specie più esotiche, non sono “epifite”, ossia non vivono a spese di altri vegetali di maggiori proporzioni.

### Radici
Le radici sono secondarie da bulbo; sono fascicolate e carnose e si trovano in posizione superiore rispetto ai bulbi.

### Fusto
- Parte ipogea: la parte sotterranea consiste in due bulbi interi. La forma di questi bulbi è ovoidale-fusiforme. Dimensione dei bulbi: larghezza 0,8 – 1,5 cm; lunghezza 2 – 4 cm.
- Parte epigea: la parte aerea del fusto è semplice, robusta ed eretta. Alla base è presente una guaina tubolare di colore scuro.

### Foglie
Le foglie sono tutte intere a nervature parallele; la forma delle foglie basali è diversa da quelle cauline (dimorfismo fogliare).
- Foglie basali: le foglie basali sono due sub-opposte; la forma è oblanceolato-ellittica o spatolata-ellittica, e sono arrotondate all'apice. Dimensione delle foglie: larghezza 3 – 8 cm; lunghezza 10 – 20 cm.
- Foglie cauline: le foglie cauline sono strettamente lanceolate, acute e progressivamente ridotte verso l'infiorescenza. Lunghezza massima: 3 cm.

### Infiorescenza

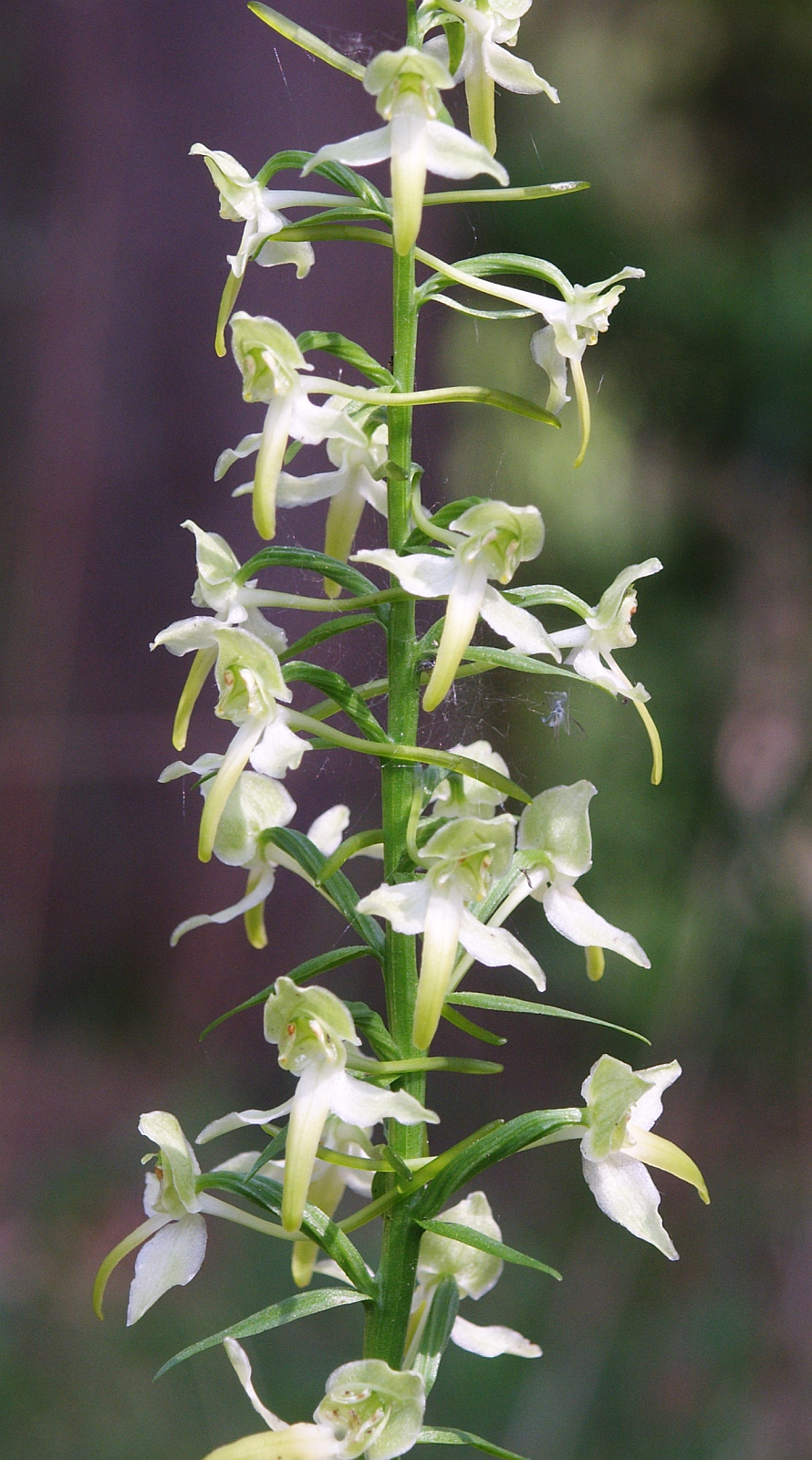
Infiorescenza

L'infiorescenza è una spiga semplice e allungata con diversi fiori (da 9 a 32) relativamente spaziati. I fiori sono posti alle ascelle di brattee lanceolate (quelle inferiori sono più lunghe dell'ovario) e sono pedicellati (il pedicello è arcuato). I fiori inoltre sono resupinati, ruotati sottosopra tramite torsione dell'ovario; in questo caso il labello è volto in basso. Dimensione dell'infiorescenza: 5 – 25 cm. Lunghezza delle brattee: 10 – 22 mm. Lunghezza del pedicello: 12 – 18 mm.

### Fiore

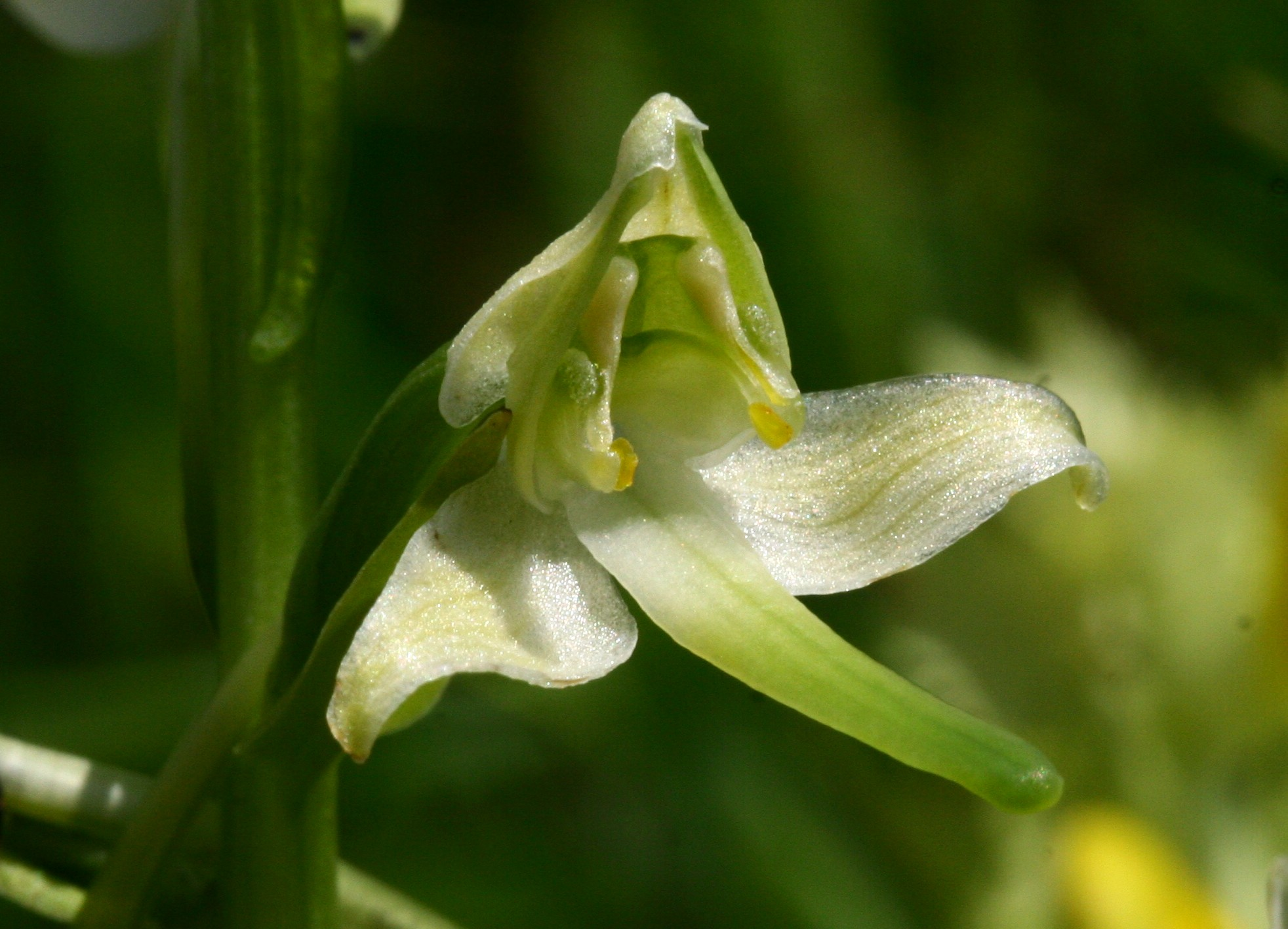
Il fiore
Località: Valmorel, Limana (BL), 800 m s.l.m. - 16/06/2007

I fiori sono ermafroditi ed irregolarmente zigomorfi, pentaciclici (perigonio a 2 verticilli di tepali, 2 verticilli di stami (di cui uno solo fertile – essendo l'altro atrofizzato), 1 verticillo dello stilo). Il colore dei fiori è verdastro con sfumature biancastre. Dimensione dei fiori: 14 – 20 mm.
- Formula fiorale: per queste piante viene indicata la seguente formula fiorale:

P 3+3, [A 1, G (3)]
- Perigonio: il perigonio è composto da 2 verticilli con 3 tepali (o segmenti) ciascuno (3 interni e 3 esterni). Dei tre tepali esterni quello dorsale è eretto e forma un cappuccio (è connivente con i due laterali interni) a protezione degli organi riproduttivi del fiore; ha una forma ovata, è ottuso all'apice e con 5 venature longitudinali. Quelli laterali sono disposti in modo patente e hanno una forma ovato-lanceolata con 3 – 5 venature; dei tre tepali interni quello mediano (chiamato labello) è molto diverso dagli altri, mentre i due laterali sono identici tra loro, sono eretti e più stretti di quelli esterni (strettamente ovato-lanceolati con 1 – 3 venature). Tutti i tepali hanno l'apice acuto. Dimensione del tepalo centrale: larghezza 5 – 6 mm; lunghezza 5 – 7 mm. Dimensione dei tepali laterali esterni: larghezza 4 – 4,5 mm; lunghezza 7,5 – 8 mm. Dimensione del tepali interni: larghezza 2,5 – 3 mm; lunghezza 5 – 6 mm.
- Labello: il labello è lineare, intero, pendente e si assottiglia gradualmente verso la sommità, mentre sul retro, alla base, è prolungato in un lungo sperone. La forma dello sperone è filiforme, lievemente pendente ed è clavato all'apice. È lungo circa due volte l'ovario. Dimensione del labello: larghezza 2 mm; lunghezza 8 – 13 mm. Lunghezza dello sperone: 16 – 36 mm.
- Ginostemio: lo stame con le rispettive antere (in realtà si tratta di una sola antera fertile biloculare – a due logge) è concresciuto con lo stilo e forma una specie di organo colonnare chiamato "ginostemio"[5]. Quest'organo è posizionato all'interno-centro del fiore. Il polline ha una consistenza gelatinosa; e si trova nelle due logge dell'antera, queste sono fornite di una ghiandola vischiosa (chiamata retinacolo). I pollinii sono inseriti sul retinacolo tramite delle caudicole. I retinacoli sono in questo genere privi di borsicule[3]. Le due logge dell'antera sono divergenti alla base. L'ovario, sessile in posizione infera è incurvato a semicerchio, ed è formato da tre carpelli fusi insieme.
- Fioritura: da maggio a luglio.

### Frutti
Il frutto è una capsula globosa e pedicellata con diverse coste ed è deiscente per alcune di queste. Al suo interno sono contenuti numerosi minutissimi semi piatti. Questi semi sono privi di endosperma e gli embrioni contenuti in essi sono poco differenziati in quanto formati da poche cellule. Queste piante vivono in stretta simbiosi con micorrize endotrofiche, questo significa che i semi possono svilupparsi solamente dopo essere infettati dalle spore di funghi micorrizici (infestazione di ife fungine). Questo meccanismo è necessario in quanto i semi da soli hanno poche sostanze di riserva per una germinazione in proprio..

## Biologia
La riproduzione di questa pianta può avvenire in due modi: 
- per via sessuata grazie all'impollinazione degli insetti pronubi, in genere  farfalle (anche notturne); il nettare si trova nella parte più interna dello sperone per cui l'insetto deve essere dotato di una spirotromba adatta (abbastanza lunga). L'insetto, durante questa operazione di assunzione del nettare, si spinge tra le masse polliniche staccando così alcuni frammenti di polline che essendo appiccicoso aderisce subito al suo corpo per essere trasportato via.
- per via vegetativa in quanto il bulbo possiede la funzione vegetativa per cui può emettere gemme avventizie (getti laterali) capaci di generare nuovi individui.

## Distribuzione e habitat
- Geoelemento: il tipo corologico (area di origine) è Eurosiberiano.
- Diffusione: questa orchidea è diffusa su tutto il territorio italiano, ma è prevalentemente rara. Fuori dall'Italia, sui rilievi europei si trova ovunque (manca però nelle Alpi Dinariche) ed è meno frequente verso nord-est dell'Europa. Si trova anche in Asia e in Marocco.
- Habitat: l'habitat tipico sono i boschi (pinete, faggete, carpineti e gineprai) e gli arbusteti; ma anche schiarite forestali, torbiere basse, prati e pascoli mesofili e igrofili. Il substrato preferito è calcareo oppure calcareo/siliceo con pH basico, bassi valori nutrizionali del terreno che deve essere umido. Rispetto alla simile Platanthera bifolia preferisce ambienti meno umidi e più calcarei.
- Diffusione altitudinale: sui rilievi queste piante si possono trovare fino a 1200 m s.l.m.; frequentano quindi i seguenti piani vegetazionali: collinare e montano.

### Fitosociologia
Dal punto di vista fitosociologico la specie di questa voce appartiene alla seguente comunità vegetale: 
Formazione: delle comunità forestali
Classe: Carpino-Fagetea sylvaticae

## Tassonomia
Il numero cromosomico di Platanthera chlorantha è: 2n=42

### Ibridi

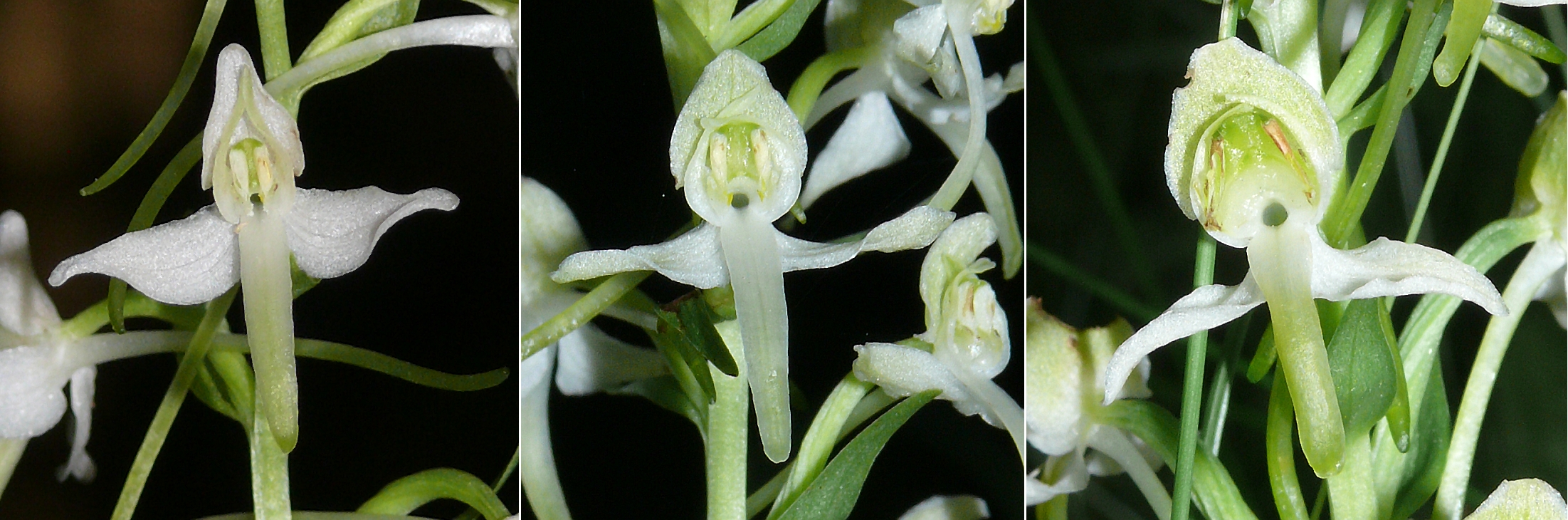
Ibridi a confronto (bifolia-ibrido-chlorantha)

Questa specie può facilmente ibridarsi con la specie Platanthera bifolia (L.) Rich. (= Platanthera × hybrida Brügger, 1882). 

Altri ibridi (meno frequenti) sono possibili con altri generi di orchidee:
- x Pseudanthera breadalbanensis McKean (1982) – Ibrido con Pseudorchis albida (L.) Á.Löve & D.Löve
- x Rhizanthera martysiensis Balayer (1986) – Ibrido con Dactylorhiza maculata subsp. fuchsii (Druce ex Soó) Hyl., 1966
- x Orchiplatanthera andreasii Kümpel (1977) – Ibrido con Orchis pallens L.

(Non tutte queste nomenclature di ibridi sono riconosciute dalla totalità della comunità scientifica botanica)

### Sinonimi
La specie di questa voce ha avuto nel tempo diverse nomenclature. L'elenco che segue indica alcuni tra i sinonimi più frequenti:
- Gymnadenia chlorantha (Custer) Ambrosi (1854)
- Habenaria chlorantha (Custer) Babington (1836)
- Orchis chlorantha Custer (1827) (basionimo)
- Platanthera montana (F.W.Schmidt) Rchb.f. (1851)

### Specie simili

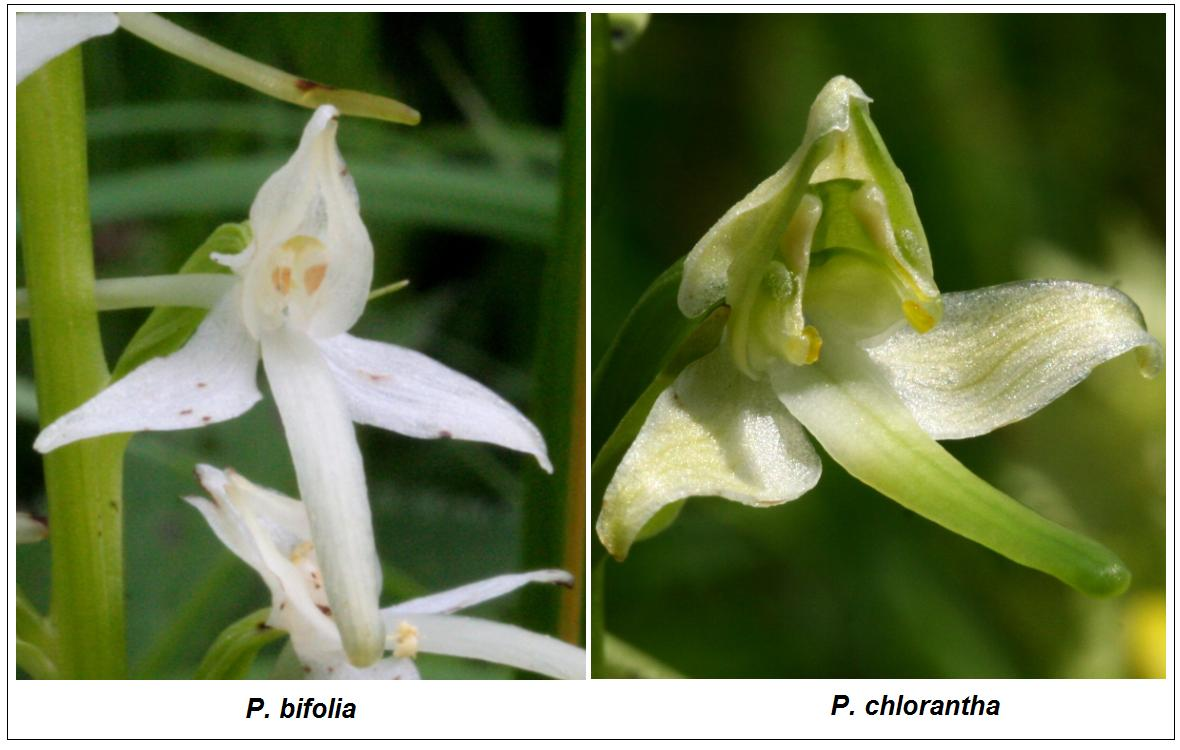
Le logge dell'antera

In Italia le due specie più comuni di Platanthera presenti sul territorio possono essere facilmente confuse; la bifolia differisce dalla chlorantha in quanto le logge dell'antera sono strettamente parallele (nella chlorantha sono divergenti alla base); il colore dei fiori è quasi completamente bianco. Diversi sono anche i componenti chimici della profumazione delle due orchidee che in questo modo attirano insetti pronubi diversi (questo per non incrociare inutilmente l'impollinazione).

## Conservazione
Come tutte le orchidee è una specie protetta e quindi ne è vietata la raccolta e il commercio ai sensi della Convenzione sul commercio internazionale delle specie minacciate di estinzione (CITES).

## Galleria d'immagini

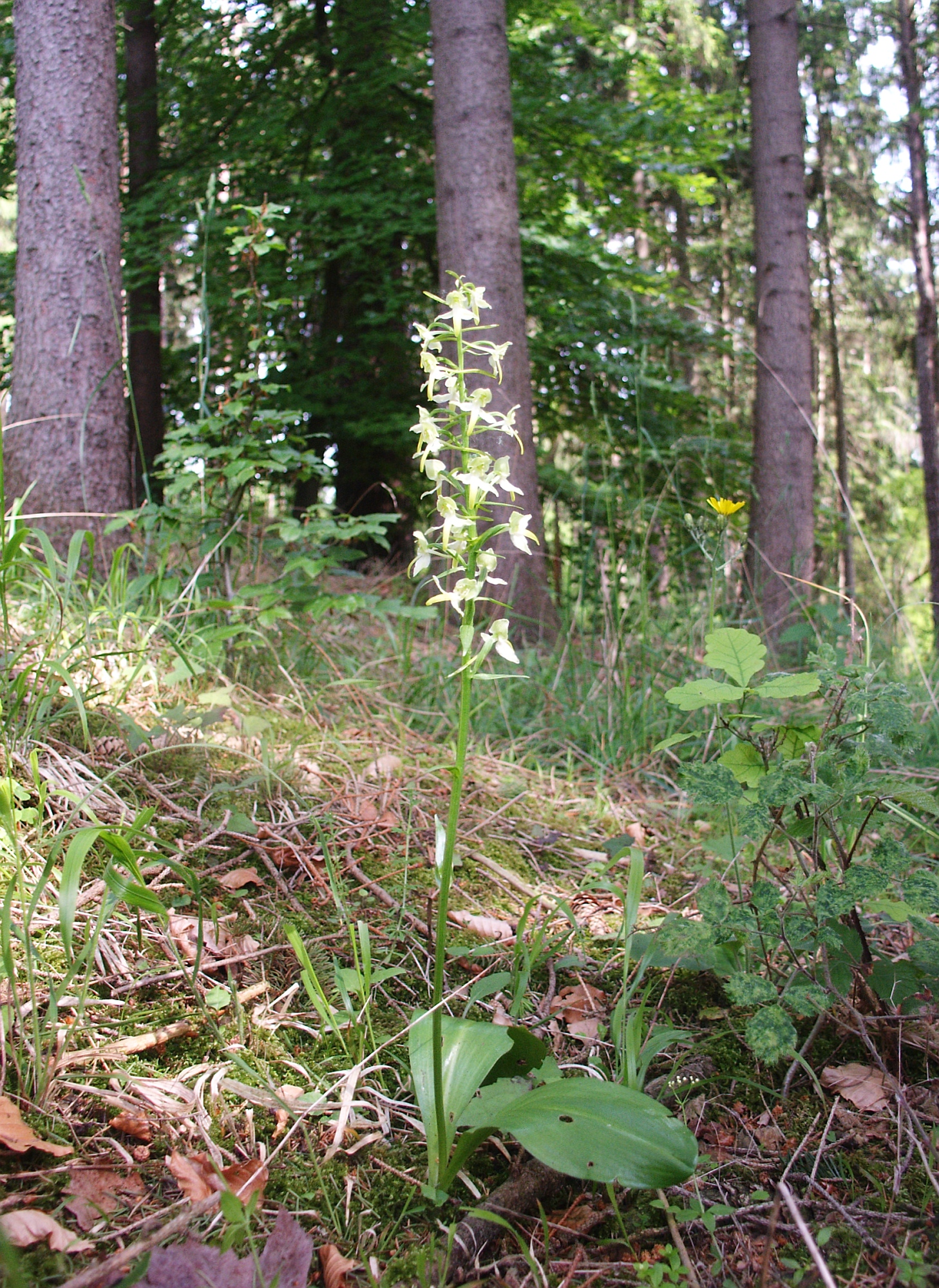
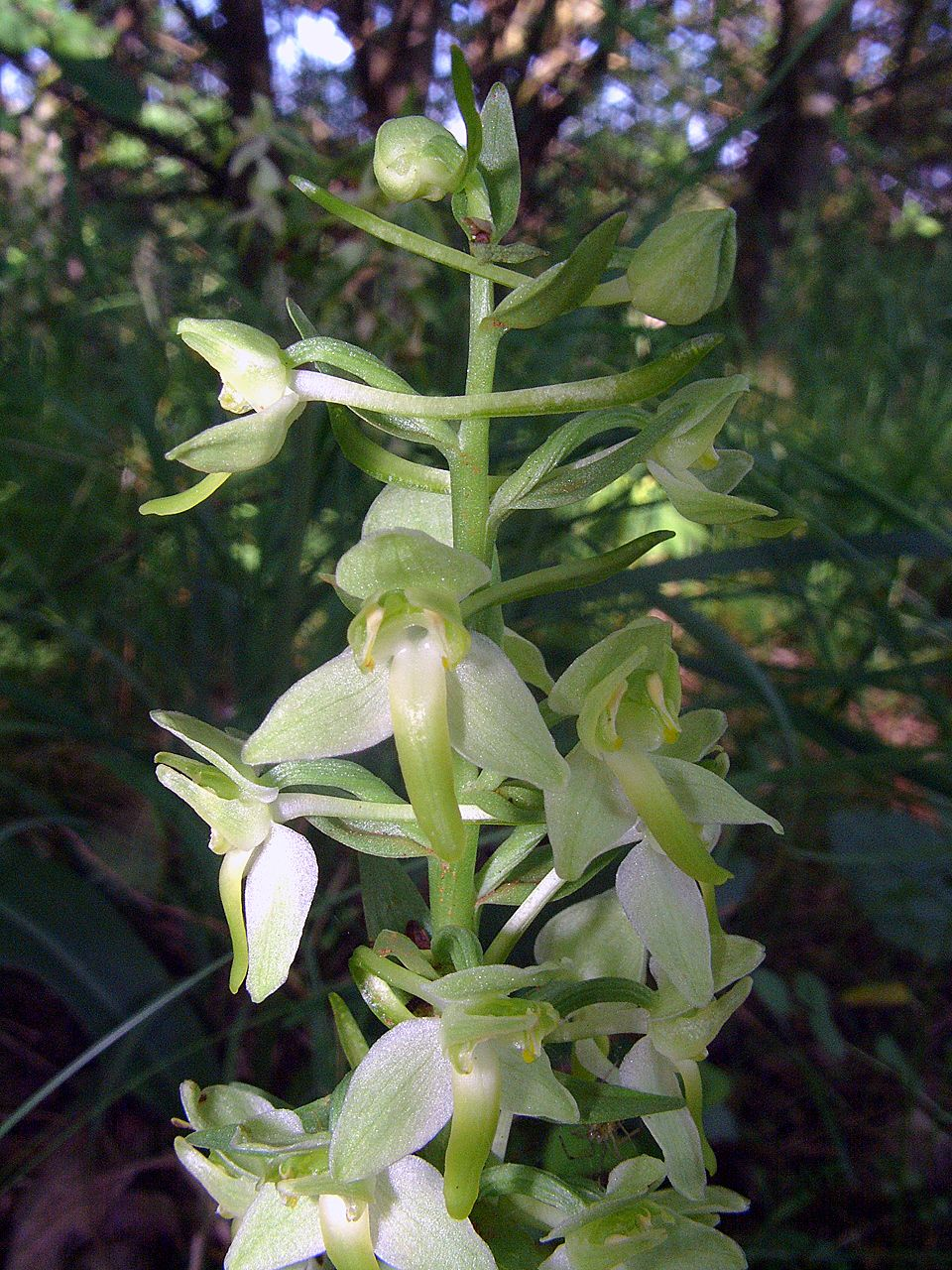
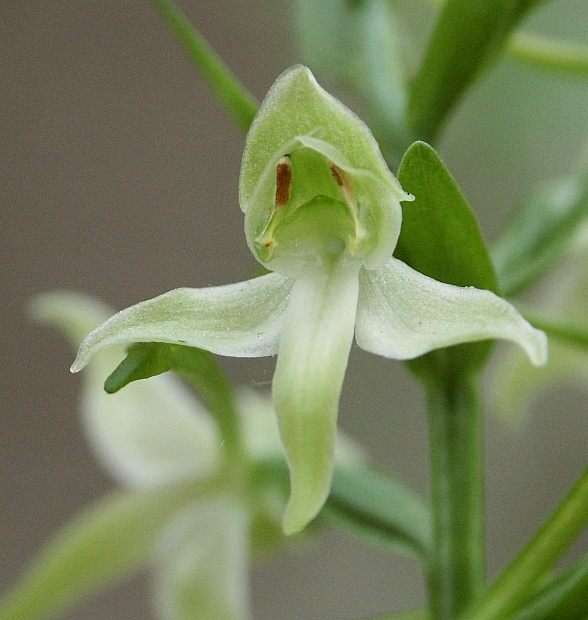
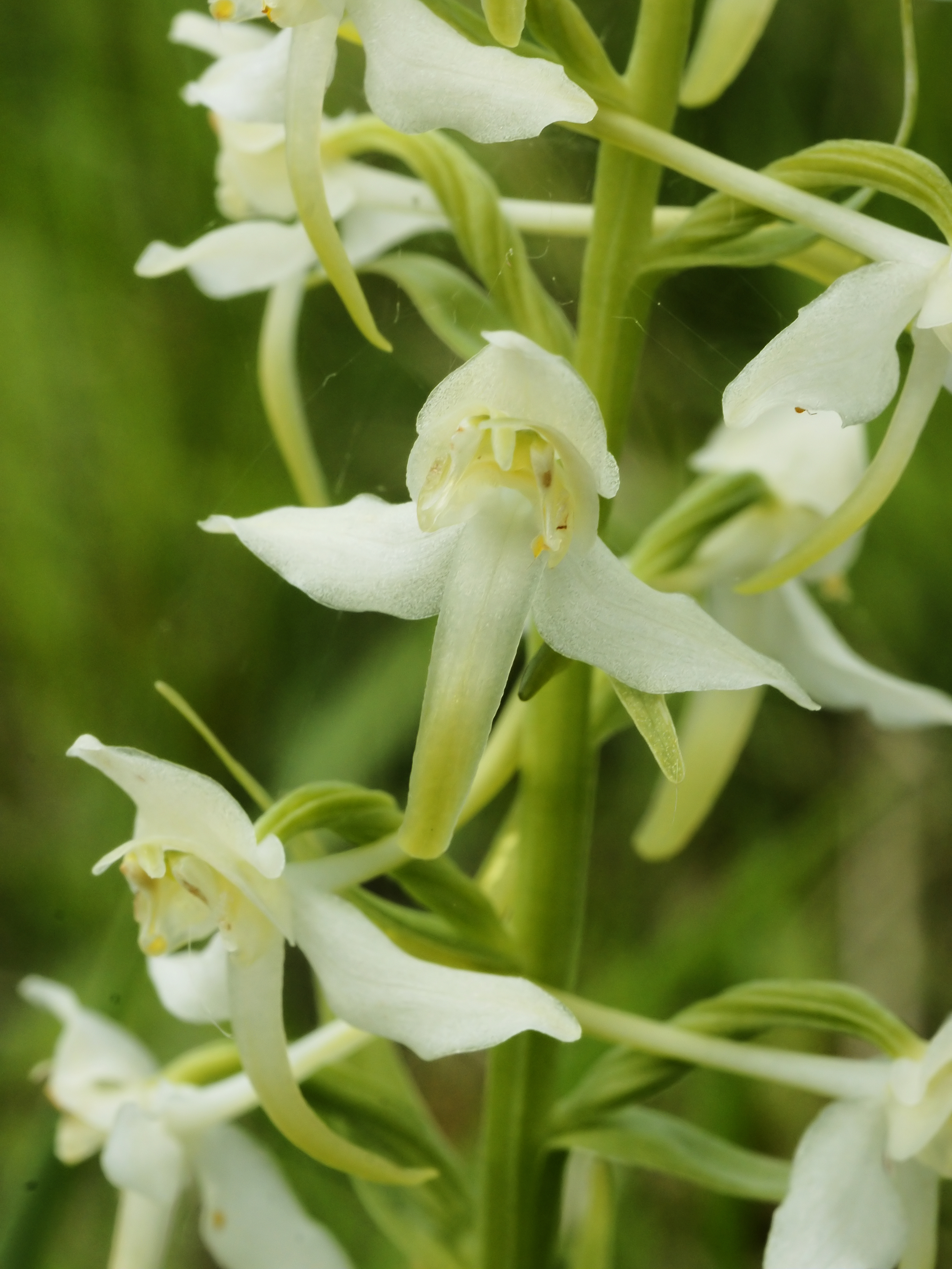